# Anyphaena judicata
Anyphaena judicata är en spindelart som beskrevs av O. Pickard-Cambridge 1896. Anyphaena judicata ingår i släktet Anyphaena och familjen spökspindlar. Inga underarter finns listade i Catalogue of Life.